# سفير متجول

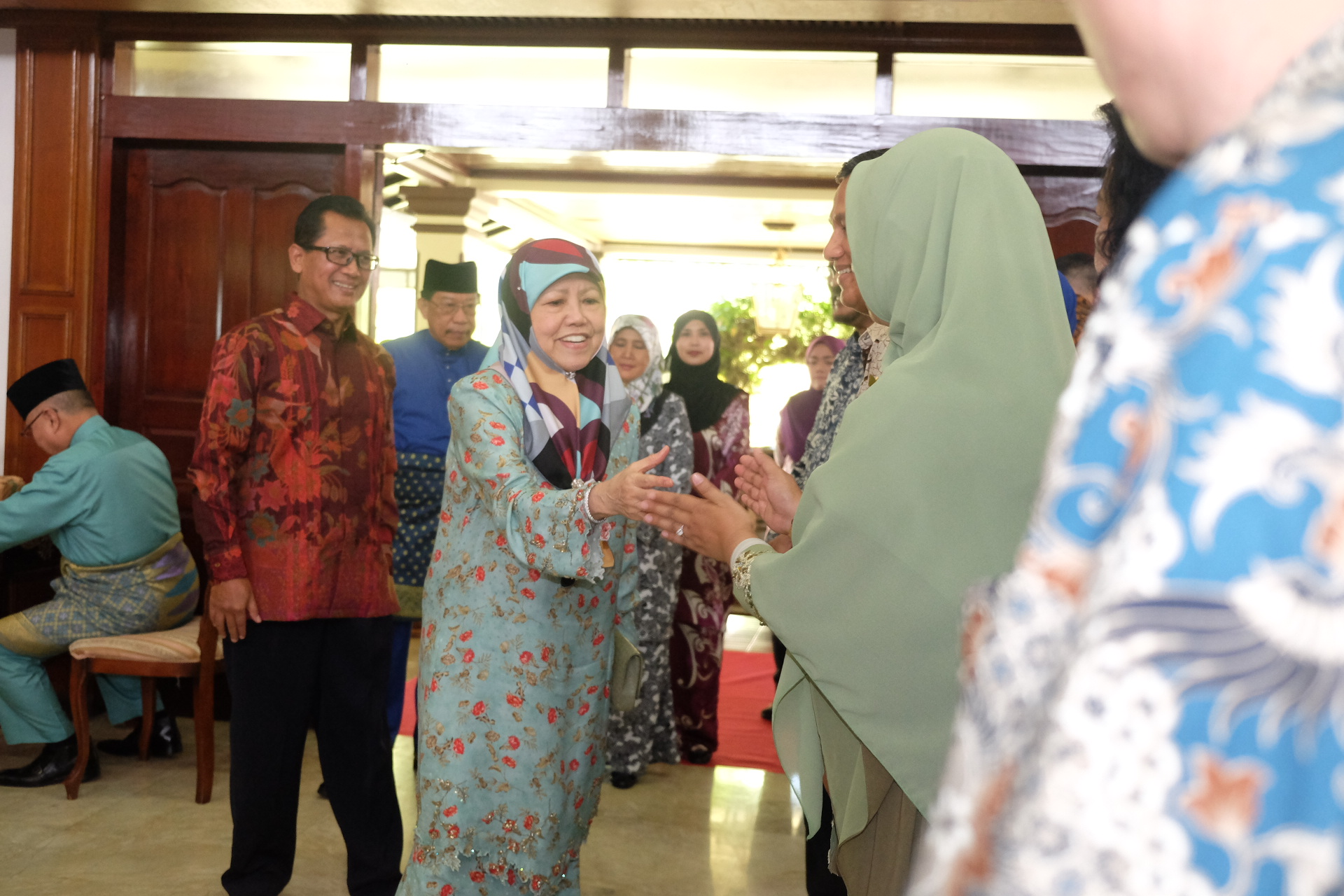
السفير المتجول من بروني الأميرة ماسنا بلقية تحيي الوفود الإندونيسية

السفير المتجول هو دبلوماسي أو سكرتير أو وزير رفيع المستوى يتم اعتماده لتمثيل بلاده وشعبه على الصعيد الدولي.
على عكس السفير المقيم، الذي يكون عادةً مقيدًا ببلد معين أو سفارة محددة، يُكلَّف السفير المتجول بالعمل في عدة دول، عادةً متجاورة، أو في منطقة معينة، أو حتى بشغل مقعد في منظمة دولية مثل الأمم المتحدة وغيرها من المنظمات الدولية. في بعض الحالات، قد يتم تكليف السفير المتجول بدور محدد لتقديم المشورة والمساعدة للدولة أو الحكومة في قضايا معينة. تاريخيًا، قام الرؤساء أو رؤساء الوزراء بتعيين مبعوثين دبلوماسيين خاصين لمهام محددة، غالبًا في الخارج، ولكن في بعض الأحيان أيضًا داخل الدولة بصفة سفير متجول.

## اللقب الفخري
وفقًا للبروتوكول الدولي، يُلقَّب السفراء والسفراء المتجولون رسميًا بلقب "صاحب/صاحبة السعادة" أو "السيد/السيدة السفير". ويمكن اختصار اللقب في المراسلات الرسمية بـ "H.E."

## سفراء متجولون بارزون

### آسيا
- الأميرة مسنا بلقية، سفيرة بروناي المتجولة ووزيرة الشؤون الخارجية والتجارة.
- مهدي سميعي، السفير الإيراني المتجول للشؤون الاقتصادية ومستشار رئيس الوزراء للتمويل الدولي (1971-1973).[2]
- لون نون، السفير المتجول لجمهورية الخمير.
- محمد ضياء الدين، السفير المتجول لرئيس وزراء بنغلاديش.
- جاويد مالك، السفير المتجول لباكستان في منطقة الخليج العربي.
- كارلوس ب. رومولو، رئيس الجمعية العامة للأمم المتحدة (1949-1950)، وزير/سكرتير الشؤون الخارجية وسفير متجول تحت قيادة ثلاثة رؤساء فلبينيين: إيلبيديو كويرينو (1950-1952)، ديوسدادو ماكاباغال (1963-1964)، وفرديناند ماركوس (1968-1984).
- ليون ماريا غيريرو الثالث، نائب وزير الشؤون الخارجية في عهد رامون ماغسايساي (1953-1954) وسفير متجول تحت أربعة رؤساء فلبينيين: رامون ماغسايساي (1954-1957)، كارلوس ب. غارسيا (1957-1961)، ديوسدادو ماكاباغال (1961-1965)، وفرديناند إي. ماركوس (1965-1980).
- تشان هينغ تشي، سفيرة متجولة تمثل سنغافورة وسفيرة سابقة لدى الولايات المتحدة من 1996 إلى 2012.[3]
- تومي كوه، السفير المتجول لسنغافورة.
- أونغ كينغ يونغ، السفير المتجول في وزارة الشؤون الخارجية في سنغافورة، والأمين العام السابق لرابطة دول جنوب شرق آسيا (آسيان).
- جوبيناث بيلاي، السفير المتجول السابق لسنغافورة.[4]
- جين لو، السفير المتجول لجمهورية الصين (تايوان) من 1997 إلى 2001.[5]
- أودري تانغ، السفيرة السيبرانية المتجولة لجمهورية الصين (تايوان) والوزيرة السابقة للشؤون الرقمية.[6]
- أحمد داود أوغلو، السفير المتجول السابق لتركيا، وشغل لاحقًا منصب وزير الخارجية ورئيس الوزراء.

### أوروبا
- شارل أزنافور، المغني الفرنسي-الأرمني، السفير المتجول لأرمينيا في سويسرا ثم لدى منظمة الأمم المتحدة.
- بتري سالو، السفير المتجول لفنلندا في منطقة جنوب القوقاز (أرمينيا، أذربيجان، وجورجيا).[7]
- ستافروس لامبرينيديس، السفير المتجول للجمهورية الهيلينية، ونائب رئيس البرلمان الأوروبي، ووزير الشؤون الخارجية لليونان.
- غيورغ فون هابسبورغ، السفير المتجول للمجر.[8]
- السيدة نوالا أولوان، من أيرلندا، السفيرة المتجولة لحل النزاعات والمبعوثة الخاصة إلى تيمور الشرقية.[9]
- ياروسلاف بيجاروفسكي، السفير المتجول لمنظمة حقوق الإنسان الدولية في بولندا.[10]
- جاك فالاد، السفير المتجول لفرنسا للتعاون اللامركزي في آسيا، من عام 2008 إلى 2015.

### أفريقيا
- نيكولا كازادي، السفير المتجول لجمهورية الكونغو الديمقراطية.
- أمينة محمد، السفيرة المتجولة الممثلة لكينيا.
- لينيو نتواني، السفيرة المتجولة لمملكة ليسوتو.
- الأميرة إستير كاماتاري، السفيرة المتجولة الممثلة لبوروندي.

### الأمريكيتان
- شافانو "بادي" هيلد، السفير المتجول لجزر البهاما.[11]
- روبين ريانا فينتي (ريانا)، السفيرة المتجولة لباربادوس.[12][13]
- عطاء الله شباز، السفيرة المتجولة لبليز.
- أوسكار دي لا رينتا، السفير المتجول لجمهورية الدومينيكان.[14]
- وايكلف جان، السفير المتجول لهايتي.
- باربرا كاريرا، السفيرة المتجولة السابقة لنيكاراغوا، عيّنها الرئيس آنذاك أرنولدو أليمان.
- سوزان جونسون كوك، السفيرة المتجولة السابقة للولايات المتحدة للحرية الدينية الدولية.
- هنري أ. كرومبتون، منسق مكافحة الإرهاب في وزارة الخارجية الأمريكية.[15]
- إريك غوسبي، منسق الولايات المتحدة العالمي لمكافحة الإيدز (السفير المتجول لشؤون فيروس نقص المناعة البشرية والإيدز).[16]
- جون هانفورد، السفير المتجول السابق للولايات المتحدة للحرية الدينية الدولية.
- فيليب جيسوب، السفير المتجول السابق للولايات المتحدة في عهد الرئيس هاري ترومان.
- ستروب تالبوت، السفير المتجول للولايات المتحدة والمستشار الخاص لوزير الخارجية بشأن الدول المستقلة حديثًا.[17]

## أنظر أيضا
- الاعتماد المزدوج